# Le Chant des calottins
 (novembre 2022).
Si vous disposez d'ouvrages ou d'articles de référence ou si vous connaissez des sites web de qualité traitant du thème abordé ici, merci de compléter l'article en donnant les références utiles à sa vérifiabilité et en les liant à la section « Notes et références ».
Le Chant des calottins est un chant du folklore estudiantin en Belgique dont le titre fait référence à la calotte universitaire.
L'orthographe de « calottin » avec deux « t » fut adoptée pour rappeler le terme calotte et pour éviter l'aspect péjoratif du terme "calotin".

## Histoire
Ce chant fut réintroduit à Louvain-la-Neuve par des membres de l'ASBO, qui retrouvèrent la partition dans le « chansonnier des Etudiants Belges » (Studentenverbindung Lovania, 1901) ; ils en firent le chant officiel de l'Ordre Souverain de la Calotte.
Le premier couplet a également été adopté comme chant officiel du Cercle de l'Emeraude à Liège, cercle qui rassemble les calottins liégeois.
Usuellement, on brandit sa calotte en l'air pour « Nous Calottins de l'Université » au premier couplet et ensuite pour les deux derniers vers des autres couplets.

## Paroles
En voici les paroles :
I.
Aux jours de fièvre et d'émeute et d'orage,
Quand les meneurs font marcher les pantins,
Des cris de guerre éclatent avec rage:
Bas la calotte et mort aux calotins !
Or nous avons ramassé dans la boue
Ce sobriquet par la haine inventé,
Dont on voulait nous flageller la joue,
Nous calottins de l'Université (bis)
II.
Et nous irons puisqu'on nous y convie,
Dans le champ clos et nous y resterons,
Toujours luttant, s'il le faut pour la vie,
Jusqu'au dernier où nous triompherons.
Appel est fait à toute âme vaillante,
L'heure est propice au courage indompté,
Nous descendrons dans l'arène sanglante,
Nous calottins de l'Université (bis)
III.
Nous volerons sans trêve ni relâche,
Tête baissée à tous les bons combats,
Et dans nos rangs nul ne sera ni lâche,
Ni renégat, ni Pierre, ni Judas !
Qu'à nous voir tous au fort de la mêlée,
Toujours debout on dise avec fierté
Elle est là-bas, la phalange indomptée,
Des calottins de l'Université !" (bis)
IV.
Viendra le jour et l'aurore en est faite,
Où du combat nous sortirons vainqueur,
En attendant, jamais une défaite,
Nous le jurons, n'amollira nos cœurs.
Ne connaissant ni peur ni défaillance,
Tout comme Dieu garde l'éternité,
Ils ont pour eux l'éternelle espérance,
Les calottins de l'Université! (bis)